# Ceratomyxa gemmaphora
Ceratomyxa gemmaphora is een microscopische parasiet uit de familie Ceratomyxidae. Ceratomyxa gemmaphora werd in 1960 beschreven door Meglitsch. 